# 胡安·佩利翁
胡安·佩利翁（西班牙語：Juan Pellón，1955年1月21日—），西班牙男子曲棍球运动员。他曾代表西班牙国家队参加1976年和1980年夏季奥林匹克运动会曲棍球比赛，其中1980年奥运会获得一枚银牌。